# Keppel-Bay-Islands-Nationalpark
Der Keppel-Bay-Islands-Nationalpark (engl.: Keppel Bay Islands Nationalpark) ist ein Nationalpark im Osten des australischen Bundesstaates Queensland.
Der nördliche Teil der Keppel Islands ist ein öffentlich zugänglicher, 7.200 Hektar großer Nationalpark, während der südliche Teil mit 1.040 Hektar ein wissenschaftlicher Nationalpark ist, der der Öffentlichkeit nicht zugänglich ist.

## Lage
Er liegt 528 Kilometer nordwestlich von Brisbane und 45 Kilometer nordöstlich von Rockhampton in der Keppel Bay.

## Landesnatur
siehe auch: Keppel Islands

Die Inselgruppe besteht aus 18 Inseln auf dem Festlandssockel und verschiedenen Felsriffen im umgebenden Meer. 15 Inseln, darunter auch North Keppel Island als größte mit 627 Hektar, bilden den öffentlich zugänglichen Nationalpark. Lediglich Great Keppel Island im Süden mit 1.454 Hektar (zum Teil), sowie dessen kleine Nachbarinseln Barren Island und Peak Island, dienen nur wissenschaftlichen Zwecken.
Die Inseln haben oft steile Hänge und Felsklippen, die zum Meer hin abstürzen, bieten aber auch versteckte Buchten mit Sandstränden.

## Flora und Fauna
Offenes Gras- und Heideland findet man genauso wie dichte Eukalyptus- und tropische Regenwälder. Viele gefährdete Tier- und Pflanzenarten sind dort anzutreffen.

## Einrichtungen
Das Zelten ist auf folgenden Inseln gestattet, nachdem man sich eine entsprechende Erlaubnis beschafft hat: North Keppel Island, Humpy Island, Middle Island, Miall Island, Conical Island, Devided Island und Pelican Island.
Auf North Keppel Island gibt es drei angelegte Wanderwege, den Mazie Bay Track (3,5 km), den Keppel Bay Lookout Track (3,1 km) und den Island Hilltop Track (5,3 km). Auf Humpy Island gibt es den Ridgetop Trail (1,9 km).
Daneben werden Riffwanderungen bei Ebbe empfohlen, besonders in der Mazie Bay.

## Geschichte
Von den 1950er-Jahren bis etwa 1994 gab es auf North Keppel Island ein kleines Resort mit 12 Strandhäusern, das von Familie Walls betrieben wurde. Es gab auch einen Bootsservice.
Danach wurde das Gelände von der Nationalparkverwaltung übernommen.

## Zufahrt
Die Inseln sind nur mit dem Boot zu erreichen. Diese sind in Yeppoon oder Rosslyn Bay zu mieten. Lediglich die kleinen Inseln Flat Island und Perforated Island sind schlecht zu erreichen, da sie sehr weit von der Küste entfernt und rundum felsig sind.